# Aristidh Parapani
Aristidh Parapani (* 1. Januar 1926 in Tirana; † 1979) war ein albanischer Fußballspieler.

## Karriere

### Verein
Er begann seine Karriere 1945 beim Sportklub KF Tirana und wechselte 1948 zu FK Partizani Tirana, dem zwei Jahre zuvor gegründeten Armee-Verein. Dort war er bis 1955 aktiv. Während seiner Zeit bei Partizani Tirana gewann er dreimal die albanische Meisterschaft in den Jahren 1948, 1949 und 1954.

### Nationalmannschaft
Zwischen 1946 und 1952 absolvierte Parapani 18 Länderspiele für die albanische Nationalmannschaft und erzielte dabei ein Tor. Sein Debüt gab er im Oktober 1946 beim Balkan-Cup gegen Jugoslawien, dem ersten offiziellen Länderspiel Albaniens. Sein letztes Länderspiel war ein Freundschaftsspiel im Dezember 1952 gegen die Tschechoslowakei.